# Данилецкий, Владимир Зыгмунтович
Владимир Зыгмунтович (Зигмундович) Данилецкий (25 февраля 1939 год, деревня Масликовцы, Польша) — тракторист зерносовхоза «Барвиновский» Урицкого района Кустанайской области, Казахская ССР. Герой Социалистического Труда (1980).
Родился в 1939 году в крестьянской семье в деревне Масликовцы Полесского воеводства Польши (сегодня — Гродненская область). С 1950-х годов трудился трактористом в зерносовхозе «Барвиновский» Урицкого района.
Указом Президиума Верховного Совета СССР от 3 марта 1980 года удостоен звания Героя Социалистического Труда с вручением ордена Ленина и золотой медали «Серп и Молот».

## Награды
- Орден Ленина — трижды[2]
- Орден Трудового Красного Знамени